# Papierfabrik Adolf Jass
Koordinaten: 50° 34′ 3,1″ N, 9° 40′ 52,7″ O

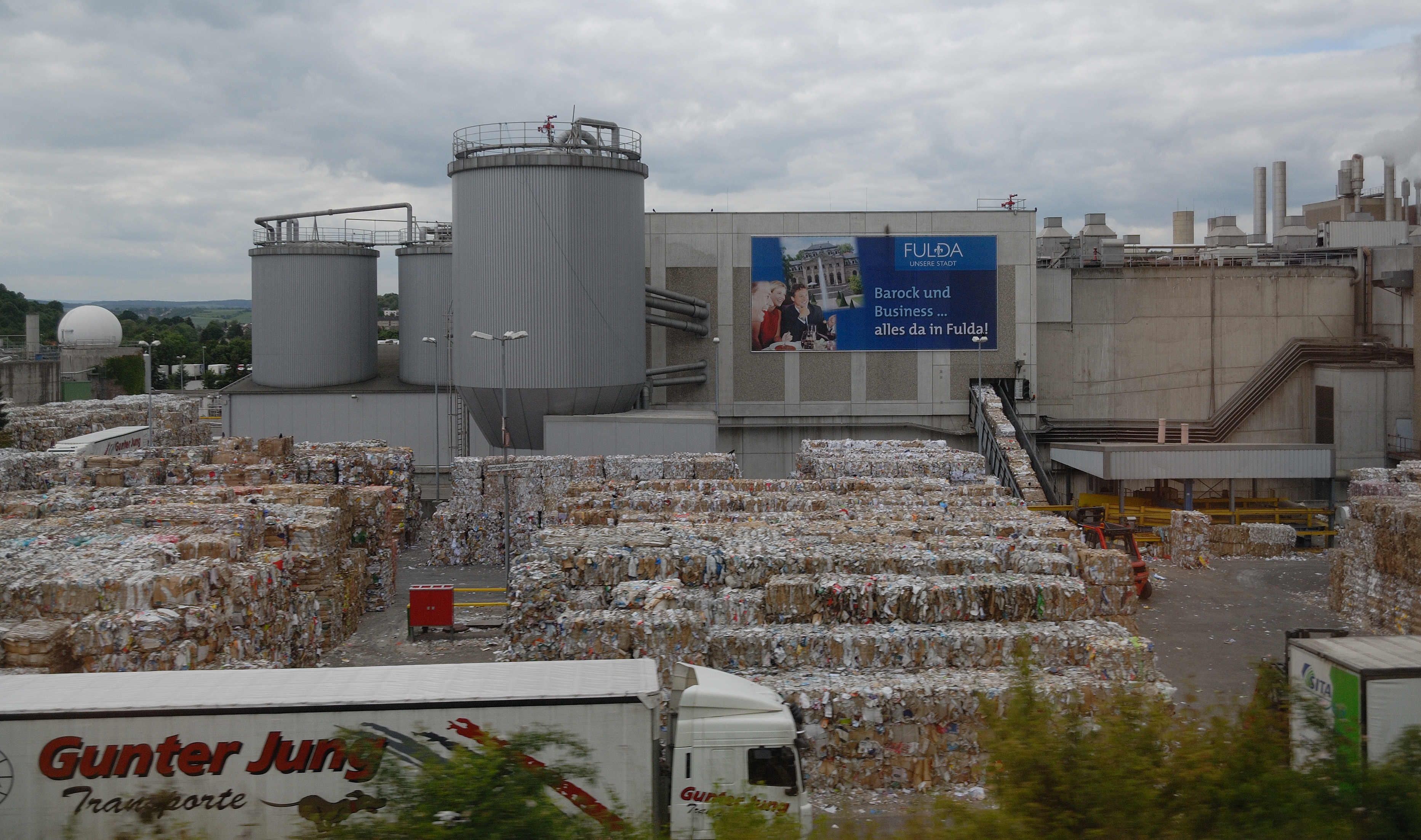
Standort Fulda (2009)

Die Papierfabrik Adolf Jass ist ein deutscher Hersteller von Wellpappenrohpapier aus Altpapier mit Standorten in Fulda, Hessen, und Rudolstadt-Schwarza, Thüringen. Die Jahreskapazität beträgt 1 Million Tonnen. Dabei werden in Fulda Papiere mittlerer und hoher Grammaturen und in Schwarza leichtgewichtige Rohpapiere produziert.

## Geschichte
Im Jahr 1960 gründete Adolf Jass in Gronau an der Leine (Niedersachsen) die Papierfabrik Adolf Jass und nahm die erste Papiermaschine in Betrieb. Sie produzierte zunächst 12 Tonnen am Tag. 1965 wurde die Papierfabrik modernisiert und die Kapazität auf 20.000 Tonnen im Jahr erweitert.
Bei der Suche nach einem zweiten Produktionsstandort fiel die Entscheidung auf Fulda in Hessen. 1971 ging die Papiermaschine 2 (heute: PM 4) mit Abwasserreinigungsanlage und Kraftwerk in Betrieb. Die Jahreskapazität erreichte 80.000 Tonnen.
Zehn Jahre später wurde in Fulda die zweite Papiermaschine (PM 3) gebaut und in Betrieb genommen. Nach einem Großbrand im Jahr 1990 wurde die Papiermaschine in Gronau stillgelegt.
Ein vollautomatisches Rollenlager, in dem Papierrollen bis zu 15 Meter hoch gestapelt werden können, ging 2001 in Betrieb.
In den Jahren 2004/2005 expandierte die Papierfabrik Adolf Jass mit einem zweiten Standort in Rudolstadt/Schwarza (Thüringen), es entstand eine Papierfabrik für leichtgewichtige Wellpappenrohpapiere. 
Am 4. April 2013 starb der Firmengründer Adolf Jass im 94. Lebensjahr.
Durch Optimierungen und Ausbauten der Produktionsprozesse und ihrer Nebenanlagen verfügte die Papierfabrik Adolf Jass im Jahr 2017 über eine Produktionskapazität von über 1 Million Tonnen. Inzwischen verfügt das Unternehmen über fünf Produktionsstandorte in Fulda, Rudolstadt (Schwarza), Erfurt, Gostyń und Dąbrowa Górnicza.